# (7622) Pergolesi
(7622) Pergolesi est un astéroïde de la ceinture principale.

## Description
(7622) Pergolesi est un astéroïde de la ceinture principale. Il fut découvert le 24 septembre 1960 à l'observatoire Palomar par Cornelis Johannes van Houten, Ingrid van Houten-Groeneveld et Tom Gehrels. Il présente une orbite caractérisée par un demi-grand axe de 2,32 UA, une excentricité de 0,09 et une inclinaison de 3,1° par rapport à l'écliptique.
Cet astéroïde est nommé en l'honneur du compositeur italien Giovanni Battista Pergolesi (1710-1736).

## Compléments